# Wahlkreis Gordon (House of Commons)
| Gordon                 |
| ---------------------- |
| Gordon                 |
| Gebildet               |
| 1983                   |
| Abgeordneter           |
| Richard Thomson (SNP)  |
| Regionen               |
| Aberdeenshire Aberdeen |

Gordon ist ein Wahlkreis für das Britische Unterhaus. Er wurde 1983 geschaffen und deckte zunächst Teile der Council Area Aberdeenshire sowie kleine Gebiete von Moray und Aberdeen ab. Im Zuge der Wahlkreisreform wurden die Gebiete in Moray dem Wahlkreis Moray zugeschlagen, der damit die gesamte Fläche der Council Area abdeckt. Von Aberdeen verblieben die nördlich des Don gelegenen Vororte mit Teilen von Bridge of Don innerhalb von Gordon. Der Wahlkreis entsendet einen Abgeordneten.

## Wahlergebnisse

### Unterhauswahlen 1983
| Ergebnisse der Unterhauswahlen 1983 | Ergebnisse der Unterhauswahlen 1983 | Ergebnisse der Unterhauswahlen 1983 | Ergebnisse der Unterhauswahlen 1983 |
| Partei                              | Kandidat                            | Stimmen                             | %                                   |
| ----------------------------------- | ----------------------------------- | ----------------------------------- | ----------------------------------- |
| Liberal                             | Malcolm Bruce                       | 20.134                              | 43,8                                |
| Conservative                        | James D. Cran                       | 19.284                              | 42,0                                |
| Labour                              | George Grant                        | 3899                                | 8,5                                 |
| SNP                                 | Kenneth Guild                       | 2636                                | 5,7                                 |

### Unterhauswahlen 1987
| Ergebnisse der Unterhauswahlen 1987 | Ergebnisse der Unterhauswahlen 1987 | Ergebnisse der Unterhauswahlen 1987 | Ergebnisse der Unterhauswahlen 1987 | Ergebnisse der Unterhauswahlen 1987 |
| Partei                              | Kandidat                            | Stimmen                             | %                                   | ±                                   |
| ----------------------------------- | ----------------------------------- | ----------------------------------- | ----------------------------------- | ----------------------------------- |
| Liberal                             | Malcolm Bruce                       | 26.770                              | 49,4                                | +5,6                                |
| Conservative                        | P.R. Leckie                         | 17.251                              | 31,9                                | −10,1                               |
| Labour                              | M.C. Morrell                        | 6228                                | 11,5                                | +3,0                                |
| SNP                                 | G.E. Wright                         | 3876                                | 7,2                                 | +1,5                                |

### Unterhauswahlen 1992
| Ergebnisse der Unterhauswahlen 1992 | Ergebnisse der Unterhauswahlen 1992 | Ergebnisse der Unterhauswahlen 1992 | Ergebnisse der Unterhauswahlen 1992 | Ergebnisse der Unterhauswahlen 1992 |
| Partei                              | Kandidat                            | Stimmen                             | %                                   | ±                                   |
| ----------------------------------- | ----------------------------------- | ----------------------------------- | ----------------------------------- | ----------------------------------- |
| Liberal Democrats                   | Malcolm Bruce                       | 22.158                              | 37,5                                | −11,9                               |
| Conservative                        | John Porter                         | 21.884                              | 37,0                                | +5,1                                |
| SNP                                 | Brian Adam                          | 8445                                | 14,3                                | +7,1                                |
| Labour                              | Peter Morrell                       | 6682                                | 11,3                                | −0,2                                |

### Unterhauswahlen 1997
| Ergebnisse der Unterhauswahlen 1997 | Ergebnisse der Unterhauswahlen 1997 | Ergebnisse der Unterhauswahlen 1997 | Ergebnisse der Unterhauswahlen 1997 | Ergebnisse der Unterhauswahlen 1997 |
| Partei                              | Kandidat                            | Stimmen                             | %                                   | ±                                   |
| ----------------------------------- | ----------------------------------- | ----------------------------------- | ----------------------------------- | ----------------------------------- |
| Liberal Democrats                   | Malcolm Bruce                       | 17.999                              | 42,6                                | +5,1                                |
| Conservative                        | John Porter                         | 11.002                              | 26,0                                | −11,0                               |
| SNP                                 | Richard Lochhead                    | 8435                                | 20,0                                | +5,7                                |
| Labour                              | Lindsey Kirkhill                    | 4350                                | 10,3                                | −1,0                                |
| Referendum Party                    | Fred Pidcock                        | 459                                 | 1,1                                 | +1,1                                |

### Unterhauswahlen 2001
| Ergebnisse der Unterhauswahlen 2001 | Ergebnisse der Unterhauswahlen 2001 | Ergebnisse der Unterhauswahlen 2001 | Ergebnisse der Unterhauswahlen 2001 | Ergebnisse der Unterhauswahlen 2001 |
| Partei                              | Kandidat                            | Stimmen                             | %                                   | ±                                   |
| ----------------------------------- | ----------------------------------- | ----------------------------------- | ----------------------------------- | ----------------------------------- |
| Liberal Democrats                   | Malcolm Bruce                       | 15.928                              | 45,5                                | +2,9                                |
| Conservative                        | Nanette Milne                       | 9049                                | 23,0                                | −3,0                                |
| SNP                                 | Rhona Kemp                          | 5760                                | 16,5                                | −3,5                                |
| Labour                              | Ellis Thorpe                        | 4730                                | 13,5                                | +3,2                                |
| Socialist                           | John Sangster                       | 534                                 | 1,5                                 | +1,5                                |

### Unterhauswahlen 2005
| Ergebnisse der Unterhauswahlen 2005 | Ergebnisse der Unterhauswahlen 2005 | Ergebnisse der Unterhauswahlen 2005 | Ergebnisse der Unterhauswahlen 2005 | Ergebnisse der Unterhauswahlen 2005 |
| Partei                              | Kandidat                            | Stimmen                             | %                                   | ±                                   |
| ----------------------------------- | ----------------------------------- | ----------------------------------- | ----------------------------------- | ----------------------------------- |
| Liberal Democrats                   | Malcolm Bruce                       | 20.008                              | 45,0                                | −0,5                                |
| Labour                              | Iain Brotchie                       | 8982                                | 20,2                                | +6,7                                |
| Conservative                        | Philip Atkinson                     | 7842                                | 17,7                                | −5,3                                |
| SNP                                 | Joanna Strathdee                    | 7098                                | 16,0                                | −0,5                                |
| Socialist                           | Tommy Paterson                      | 508                                 | 1,1                                 | −0,4                                |

### Unterhauswahlen 2010
| Ergebnisse der Unterhauswahlen 2010 | Ergebnisse der Unterhauswahlen 2010 | Ergebnisse der Unterhauswahlen 2010 | Ergebnisse der Unterhauswahlen 2010 | Ergebnisse der Unterhauswahlen 2010 |
| Partei                              | Kandidat                            | Stimmen                             | %                                   | ±                                   |
| ----------------------------------- | ----------------------------------- | ----------------------------------- | ----------------------------------- | ----------------------------------- |
| Liberal Democrats                   | Malcolm Bruce                       | 17.575                              | 36,0                                | −9,0                                |
| SNP                                 | Richard Thomson                     | 10.827                              | 22,2                                | +6,2                                |
| Labour                              | Barney Crockett                     | 9811                                | 20,1                                | −0,1                                |
| Conservative                        | Ross Thomson                        | 9111                                | 18,7                                | +1,0                                |
| Green                               | Sue Edwards                         | 752                                 | 1,5                                 | +1,5                                |
| BNP                                 | Elise Jones                         | 699                                 | 1,4                                 | +1,4                                |

### Unterhauswahlen 2015
| Ergebnisse der Unterhauswahlen 2015 | Ergebnisse der Unterhauswahlen 2015 | Ergebnisse der Unterhauswahlen 2015 | Ergebnisse der Unterhauswahlen 2015 | Ergebnisse der Unterhauswahlen 2015 |
| Partei                              | Kandidat                            | Stimmen                             | %                                   | ±                                   |
| ----------------------------------- | ----------------------------------- | ----------------------------------- | ----------------------------------- | ----------------------------------- |
| SNP                                 | Alex Salmond                        | 27.717                              | 47,7                                | +25,5                               |
| Liberal Democrats                   | Christine Jardine                   | 19.030                              | 32,7                                | −3,3                                |
| Conservative                        | Ross Thomson                        | 6807                                | 11,7                                | −7,0                                |
| Labour                              | Braden Davy                         | 3441                                | 5,9                                 | −14,2                               |
| UKIP                                | Emily Santos                        | 1166                                | 2,0                                 | +2,0                                |

### Unterhauswahlen 2017
| Ergebnisse der Unterhauswahlen 2017 | Ergebnisse der Unterhauswahlen 2017 | Ergebnisse der Unterhauswahlen 2017 | Ergebnisse der Unterhauswahlen 2017 | Ergebnisse der Unterhauswahlen 2017 |
| Partei                              | Kandidat                            | Stimmen                             | %                                   | ±                                   |
| ----------------------------------- | ----------------------------------- | ----------------------------------- | ----------------------------------- | ----------------------------------- |
| Conservative                        | Colin Clark                         | 21.861                              | 40,7                                | +21,0                               |
| SNP                                 | Alex Salmond                        | 19.254                              | 35,9                                | −11,8                               |
| Labour                              | Kirsten Muat                        | 6340                                | 11,8                                | +5,9                                |
| Liberal Democrats                   | David Evans                         | 6230                                | 11,6                                | −21,1                               |

### Unterhauswahlen 2019
| Ergebnisse der Unterhauswahlen 2019 | Ergebnisse der Unterhauswahlen 2019 | Ergebnisse der Unterhauswahlen 2019 | Ergebnisse der Unterhauswahlen 2019 | Ergebnisse der Unterhauswahlen 2019 |
| Partei                              | Kandidat                            | Stimmen                             | %                                   | ±                                   |
| ----------------------------------- | ----------------------------------- | ----------------------------------- | ----------------------------------- | ----------------------------------- |
| SNP                                 | Richard Thomson                     | 23.885                              | 42,7                                | +6,9                                |
| Conservative                        | Colin Clark                         | 23.066                              | 41,3                                | +0,5                                |
| Liberal Democrats                   | James Oates                         | 5.913                               | 10,6                                | −1,0                                |
| Labour                              | Heather Herbert                     | 3.052                               | 5,5                                 | −6,4                                |